# Verena Stefan
Verena Stefan, född 3 oktober 1947 i Bern, död 29 november 2017 i Montréal, var en schweizisk författare.
Stefan utgav 1975 romanen Häutungen ("Hudömsning"), som handlar om en kvinnas identitetssökande i manssamhället och väckte livlig debatt inom den tyska kvinnorörelsen. Senare utgav hon böcker av självbiografisk karaktär, till exempel Rauh, wild & frei ("Rå, vild & fri", 1997). Hon var representant för en radikal feminism med syfte att uppnå ett nytt kvinnligt kroppsmedvetande och en ny kvinnlig estetik, vilket bland annat tog sig uttryck i ett egenartat språkbruk.